# Cerro Santiago (Panamá)
El Cerro Santiago es una montaña de Panamá ubicada en la Cordillera Central, dentro de la Comarca Ngäbe-Buglé. Posee una altura de 2 072 metros sobre el nivel de mar y su cima es límite fronterizo entre los distritos de Kankintú, Nole Duima y Müna.

## Historia
Para el siglo XX esta elevación era división continental entre las provincias de Bocas del Toro y Chiriquí, igual los distritos involucrados en la división política eran los distrito de Tolé, Bocas del Toro, Remedios y Chiriquí Grande.